# Siphoneugena
Siphoneugena es un género con nueve especies de plantas con flores de la familia Myrtaceae. Es originario del Caribe y de Sudamérica tropical.

## Descripción
Son arbustos o árboles; variadamente pelosos, los pelos simples, rectos, recurvados o contortos. Ramitas comprimidas, pelosas o glabras. Hojas opuestas, pecioladas; glabras o delgadamente pelosas cuando jóvenes, finalmente glabrescentes o con algunos pelos persistentes; vena media convexa en ambas superficies o aplanada en el haz; nervaduras laterales ascendentes, delgadas, frecuentemente inconspicuas en una o en ambas superficies de las hojas maduras; nervaduras marginales similares a las nervaduras laterales, rectas, a 1-2 mm de los márgenes; pecíolos acanalados o sulcados. Inflorescencias axilares, racemosas o fasciculadas; botones frecuentemente contraídos por encima del ovario. Flores sésiles o pediceladas; bractéolas persistentes o caducas después de la antesis. Flores con el hipanto prolongado formando una estructura en forma de copa por encima del ovario, cerrada en el botón o abierta en el ápice, partiéndose entre los lobos del cáliz y volviéndose refleja en la antesis, circuncísil en el ovario y limpiamente dehiscente después de la antesis, el hipanto y los estambres desprendiéndose como una unidad; lobos del cáliz 4, valvados, subiguales o en pares marcadamente desiguales; pétalos 4, blancos, pelosos en ambas superficies; estambres 50-200, las anteras 0.3-0.5 mm; ovario 2-locular; óvulos (2-)3-5(-7) por lóculo. Frutos en bayas, globosos, el pericarpo de paredes delgadas, la cicatriz circular del hipanto persistente; color negro-purpúrea en la madurez; embrión eugenoide, los cotiledones 2, plano-convexos, el hipocótilo c. 1 mm.

## Taxonomía
El género fue descrito por Otto Karl Berg y publicado en Linnaea 27: 136 (in clave), 344. 1854[1856]. La especie tipo es: Siphoneugena widgreniana O.Berg in C.F.P.von Martius

## Especies aceptadas
A continuación se brinda un listado de las especies del género Siphoneugena aceptadas hasta febrero de 2013, ordenadas alfabéticamente. Para cada una se indica el nombre binomial seguido del autor, abreviado según las convenciones y usos,
- Siphoneugena delicata Sobral & Proença, Novon 16: 530 (2006).
- Siphoneugena densiflora O.Berg in C.F.P.von Martius & auct. suc. (eds.), Fl. Bras. 14(1): 379 (1857).
- Siphoneugena dussii (Krug & Urb.) Proença, Edinburgh J. Bot. 47: 251 (1990).
- Siphoneugena guilfoyleiana Proença, Edinburgh J. Bot. 47: 254 (1990).
- Siphoneugena kiaerskoviana (Burret) Kausel, Lilloa 32: 367 (1967).
- Siphoneugena kuhlmannii Mattos, Ci. & Cult. 19: 334 (1967).
- Siphoneugena occidentalis D.Legrand, Bol. Soc. Argent. Bot. 10: 5 (1962).
- Siphoneugena reitzii D.Legrand, Sellowia 8: 78 (1957).
- Siphoneugena widgreniana O.Berg in C.F.P.von Martius & auct. suc. (eds.), Fl. Bras. 14(1): 379 (1857)